# تیم ملی کریکت مالزی
تیم ملی کریکت مالزی (انگلیسی: Malaysia national cricket team) نماینده کشور مالزی در مسابقات بین المللی کریکت است. آنها از سال ۱۹۶۷، عضو انجمن بین‌المللی کریکت بوده اند.

## تاریخچه
دورۀ ابتدایی
از دهۀ ۱۸۸۰، کریکت در سرزمین هایی که اکنون مالزی نام دارد، بازی می شد..